# Juegos Panamericanos de 2031
Los Juegos Panamericanos de 2031, oficialmente conocidos como los XXI Juegos Panamericanos, se realizarán en una ciudad por definir.

## Candidaturas

### Candidaturas confirmadas
- Asunción, debido al éxito en la organización y realización de los Juegos Suramericanos de 2022. Finalmente, fue oficializada la postulación para la edición 2027, junto con la candidatura para los Juegos Olímpicos de la Juventud de 2030, el día 26 de diciembre de 2024.[1]
- Rio-Niterói: Las ciudades brasileñas de Rio y su ciudad vecina Niterói anunciaron sus intenciones conjuntas de los Juegos Panamericanos de 2031 el 3 de diciembre de 2024, cuando los alcaldes de ambas ciudades enviaron una carta conjunta al Comité Olímpico Brasileño, En esta propuesta, la ciudad de Río de Janeiro sería la sede principal, mientras que algunos deportes se realizarían en Niteroi, aunque ambas con estatus compartido de ciudades sede oficiales.[2] Río de Janeiro fue con éxito la sede de los Juegos Panamericanos de 2007 y de los Juegos Olímpicos de Verano de 2016; tiene como la estrategia de la candidatura el uso del legado de estos dos eventos; además de proponer que algunos eventos se realicen en la ciudad vecina, que está a 13 kilómetros y comparte el Puente Río-Niterói y también se propone los gimnasios del Complejo Deportivo Caio Martins y de la Concha Acústica, este está actualmente en construcción. Si la candidatura fuera elegida, Río sería la cuarta ciudad en albergar los juegos dos veces después de Winnipeg, Canadá; Ciudad de México, México; y Lima, Perú; y sería la primera vez que Niterói albergaría un importante evento multideportivo internacional. También convertiría a Brasil en el tercer país después de México y Canadá en albergar los juegos tres veces y la primera edición con en dos hogares oficiales. La definición de la candidatura brasileña fue marcada para el día 31 de enero de 2025.[3] [4]

### Ciudades interesadas
- Ciudad de México, Guadalajara, Monterrey o Tijuana, Mexico

El 16 de enero de 2024, México retiró su candidatura para albergar los Juegos Olímpicos de Verano de 2036, citando una dura competencia; por lo cual el Comité Olímpico Mexicano se enfocó en albergar otros eventos deportivos donde el país tendría mayor posibilidad como lo son los juegos Panamericanos siendo en esta edición la oportunidad para que el país azteca los pueda albergar.
- Cochabamba, debido al éxito en la organización y realización de los Juegos Suramericanos de 2018. Finalmente, podría postular ya que intento postular para la edición 2027.
- Barranquilla, debido al éxito en la organización y realización de los Juegos Centroamericanos y del Caribe 2018. Podría postular luego de que le quitaron la edición 2027.[6]
- San Salvador, debido al éxito en la organización y realización de los Juegos Centroamericanos y del Caribe 2023. Podría finalmente postular en solitario; ya que se postuló como subsede de Asunción, para la edición 2027.
- Santo Domingo, debido al legado que dejaría los Juegos Centroamericanos y del Caribe de 2026. Podría finalmente postular nuevamente; ya que la ciudad organizó el evento multideportivo en el 2003.

### Candidaturas retiradas
- São Paulo: El 19 de octubre de 2023, el secretario municipal de Deportes y Recreación, Cacá Vianna, y el entonces presidente del Comité Olímpico Brasileño, Paulo Wanderley Teixeira, anunciaron que formalizarán la candidatura de São Paulo para los Juegos Panamericanos de 2031.[7]São Paulo fue sede de los Juegos Panamericanos de 1963. En 16 de enero de 2025, la ciudad declaró apoyo al proyecto Rio-Niterói, retirando su candidatura.[4]